# 7月5日
7月5日是公曆年的第186天（閏年的第187天），離一年的結束還有179天。

## 大事記

### 19世紀以前
- 905年：朱温派人在滑州白马驿（今河南省滑县境）将被贬逐的朝官三十余人杀死，投尸于黄河，史称白马驿之祸。
- 1295年：蘇格蘭和法國組成聯盟關係「老同盟」以共同反對英格蘭。
- 1316年：勃艮第公國與馬約卡王國在馬諾拉達戰役（英语：Battle of Manolada）中戰勝亞該亞侯國。
- 1594年：佩德羅·洛佩斯·德索薩（英语：Pedro Lopes de Sousa）率領葡萄牙帝國軍隊攻打康提王國，但是在斯里蘭卡爆發的衝突中戰敗。
- 1610年：約翰·蓋伊（英语：John Guy (governor)）與其他39名開拓者從布里斯托啟航準備前往紐芬蘭島。
- 1687年：英國科學家艾薩克·牛頓出版《自然哲學的數學原理》，闡述運動定律和萬有引力定律。
- 1770年：俄羅斯帝國和鄂圖曼帝國之間爆發切什梅海戰（英语：Battle of Chesma）。
- 1775年：第二屆大陸會議通過《橄欖枝請願書》。

### 19世紀
- 1803年：在擊敗大不列顛及愛爾蘭聯合王國軍隊並簽署《阿爾特倫堡條約（英语：Convention of Artlenburg）》後，法國佔領漢諾威地區。
- 1809年：拿破崙戰爭中規模最大的華格姆戰役爆發。
- 1811年：委內瑞拉正式宣布脫離西班牙的殖民統治獨立，也是首個脫離西班牙帝國的南美洲國家。
- 1813年：大不列顛及愛爾蘭聯合王國針對紐約州貝萊德（英语：Black Rock, Buffalo, New York）、普拉茨堡和施洛瑟堡（英语：Fort Schlosser）展開為期3個禮拜的攻勢。
- 1814年：由傑克·布朗（英语：Jacob Brown）少將領導的美國軍隊在奇帕瓦（英语：Chippawa, Ontario）爆發的奇帕瓦戰役中擊敗費尼亞·力歐（英语：Phineas Riall）率領的大不列顛及愛爾蘭聯合王國軍隊。
- 1830年：阿爾及爾向法國侵略者投降，阿爾及爾攝政領結束。
- 1833年：海軍上將查爾斯·納皮爾（英语：Charles Napier (Royal Navy officer)）在聖維森特角海戰（英语：Battle of Cape St. Vincent (1833)）中擊敗篡位成為葡萄牙國王的米格爾一世其軍隊。
- 1840年：英國艦隊砲轟中國舟山群島上的定海縣城，第一次鴉片戰爭爆發。
- 1841年：英國Thomas Cook & Son旅遊公司創始人托馬斯·庫克組織了自己的第一次遠足，並護送約500人從萊斯特前往拉夫堡。
- 1854年：中國《上海英法美租地章程》公布。
- 1854年：廣東省天地會首領陳開在佛山發動叛亂行動。
- 1865年：卜威廉在英格蘭倫敦東區創立「東倫敦基督教傳道部」，後來改名為救世軍。
- 1878年：巴庫省的紋章正式創立。
- 1884年：德國佔領喀麥隆。

### 20世紀
- 1918年：中華民國國民軍政府成立。
- 1921年：蘇聯人民委員會頒布《關於出租最高國民經濟委員會所屬企業的程序》之法案。
- 1924年：第八屆夏季奧林匹克運動會在法國巴黎舉辦。
- 1928年：國民革命軍第十二軍軍長孫殿英盗掘清東陵。
- 1934年：參與罷工行動（英语：1934 West Coast waterfront strike）的碼頭工人遭到舊金山警方開槍示警。
- 1935年：美國總統富蘭克林·德拉諾·羅斯福簽署了《全國勞工關係法》，而該法案又因為提議者為羅伯特·F·華格納（英语：Robert F. Wagner）而被稱作「華格納」。
- 1937年：荷美爾於市場上開始販賣午餐肉。
- 1940年：英國與維琪法國斷絕外交關係。
- 1941年：德軍推進至聶伯河。
- 1943年：同盟國登陸艦隊前往西西里島準備展開哈士奇行動
- 1943年：德國軍隊向蘇聯陣地展開大規模入侵攻勢，庫斯克會戰爆發。
- 1943年：王稼祥發表《中國共產黨與中國民族解放的道路》，首次提出毛澤東思想。
- 1945年：美軍宣布已經全面解放在第二次世界大戰期間遭到日軍佔領的菲律賓。
- 1946年：法國巴黎時裝展首次推出兩件式比基尼泳衣，以進行核試行動的比基尼環礁命名。
- 1947年：賴瑞·杜比（英语：Larry Doby）與克里夫蘭印地安人簽訂合約，而成為美國聯盟第一位加入棒球隊的黑人球員。
- 1948年：英國國民健保制度法案獲得通過，並且憑此開始建立國家公共衛生系統。
- 1948年：中國國民黨軍警在北平鎮壓中國東北地區流亡學生並且因發流血衝突。
- 1950年：美國陸軍所派遣的第一支部隊史密斯特遣部隊在烏山戰役中首次與朝鮮人民軍交火，成為韓戰中朝鮮和美軍第一次的交火紀錄。
- 1950年：以色列國會通過《猶太人回歸法》允許所有支持錫安主義的猶太人得以移民至以色列。
- 1954年：英國廣播公司從電台頻道服務跨足至電視節目。
- 1954年：安得拉邦高等法院（英语：Andhra Pradesh High Court）正式成立。
- 1957年：馬寅初發表《新人口論》。
- 1962年：在歷經長達數年的阿爾及利亞戰爭，法屬阿爾及利亞正式宣布脫離法國的殖民統治獨立。
- 1970年：加拿大航空621號班機於多倫多皮爾遜國際機場附近墜毀，造成109人死亡。
- 1971年：美國總統理查·尼克森正式簽署通過將擁有選舉權的投票年齡從21歲降低至18歲的《美利堅合眾國憲法第二十六條修正案》。
- 1973年：亞利桑那州金曼一輛車子正在將丙烷運至儲存槽時發生沸騰液體膨脹蒸汽爆炸（英语：Boiling liquid expanding vapor explosion）現象，隨後金曼爆炸（英语：Kingman Explosion）引起的火勢造成11名消防員喪生。
- 1975年：亞瑟·艾許成為第一位贏得溫布頓網球錦標賽單打冠軍的黑人網球選手。
- 1975年：維德角自葡萄牙獨立成為國家。
- 1977年：巴基斯坦上將穆罕默德·齊亞·哈克發動軍事政變，推翻總理佐勒菲卡爾·阿里·布托。
- 1980年：法國警方營救伊朗大使館內人質，將支持魯霍拉·穆薩維·何梅尼的學生全數制服。
- 1986年：第一屆友好運動會在蘇聯莫斯科舉辦。
- 1987年：坦米爾伊拉姆猛虎解放組織首次以自殺攻擊的方式襲擊斯里蘭卡陸軍（英语：Sri Lanka Army），之後幾年便多次透過黑虎隊（英语：Black Tigers）來對斯里蘭卡政府帶來嚴重影響。
- 1988年：中國國家行政學院正式成立。
- 1989年：在伊朗門事件中扮演重要角色的美國聯邦法官格哈德·格塞爾（英语：Gerhard Gesell）被判處150,000美元的罰款、1,200小時的社區服務以及為期2年的3年有期徒刑緩刑，不過之後這項判決又再度被推翻。
- 1991年：國際商業信貸銀行宣告停業。
- 1995年：亞美尼亞在自蘇聯獨立後4年開始施行新憲法。
- 1996年：英國羅斯林研究所研究的桃莉羊出生，是世界上首隻克隆成年體細胞成功的哺乳動物。
- 1996年：马来西亚首相马哈迪·莫哈末提出以全新桥梁取代新柔长堤的建议[1]。
- 1999年：印尼前独裁总统苏哈托起訴《時代》雜誌。
- 1999年：英格蘭伍爾弗漢普頓遭於大規模的風暴襲擊，甚至還一度出現龍捲風。
- 1999年：美國總統比爾·柯林頓宣布對阿富汗的塔利班政權實施貿易和經濟制裁（英语：United Nations Security Council Resolution 1267）。

### 21世紀
- 2004年：世界衛生組織宣布嚴重急性呼吸道症候群已經獲得控制。
- 2004年：印度尼西亞舉行首次總統直選第一輪投票，最後由蘇西洛·班邦·尤多約諾當選總統。
- 2006年：朝鮮民主主義人民共和國向外試射短程、中程和長程飛彈，其中最新的遠程飛彈大浦洞2號飛彈則在試射過程墜入日本海。
- 2009年：中华人民共和国新疆维吾尔自治区首府乌鲁木齐市发生一系列骚乱事件，造成至少156人死亡、1080人受伤。
- 2009年：羅傑·費德勒在溫布頓網球錦標賽決賽第五局中贏過安迪·洛迪克，成為第一位奪下15次網球大滿貫的職業網球選手。
- 2009年：在英格蘭史丹佛郡利奇菲爾德的哈莫維奇村（英语：Hammerwich）附近發現盎格魯-撒克遜人所藏最多的黃金寶藏（英语：Staffordshire Hoard），其中便有多達1,500項的金工飾品。
- 2012年：位於英國倫敦的碎片大厦竣工外側部分，2013年2月1日完工後該大廈高達310公尺而成為歐洲最高的摩天大樓。

## 出生
- 182年：孫權，東吳大帝（252年逝世）
- 1716年：允祕，康熙帝第二十四子，誠親王，諡號恪（1773年逝世）
- 1755年：薩拉·西登斯，英國女演員。（1831年逝世）
- 1779年：休·達爾林普爾·羅斯，英國陸軍軍官。（1868年逝世）
- 1801年：戴維·法拉格特，美國海軍四星上將（1870年逝世）
- 1810年：費尼爾司·泰勒·巴納姆，美國商人，玲玲馬戲團創辦者。（1891年逝世）
- 1820年：威廉·約翰·麥夸恩·蘭金，蘇格蘭工程師、物理學家。（1872年逝世）
- 1843年：曼德爾·克雷頓，英國牧師、歷史學家。（1901年逝世）
- 1845年：奧古斯特·威廉·海因里希·布萊修斯，德國鳥類學家。（1912年逝世）
- 1846年：約瑟夫·福勒克，美國政治家，曾任俄亥俄州聯邦參議員。（1917年逝世）
- 1849年：威廉·托馬斯·斯特德，英國報紙編輯，鐵達尼號罹難者。（1912年逝世）
- 1853年：塞西爾·羅德斯，英裔南非商人、政治家，戴比爾斯創辦者。（1902年逝世）
- 1857年：克拉拉·蔡特金，德國理論家、活動家。（1933年逝世）
- 1860年：羅伯特·培根，美國政治家。（1919年逝世）
- 1872年：赫里歐，法國政治家。（1957年逝世）
- 1879年：旺達·蘭多芙絲卡，波蘭大提琴演奏家。（1959年逝世）
- 1881年：湯瑪士·帕奈爾，澳大利亞物理學家。（1948年逝世）
- 1885年：安德烈·洛特，法國畫家。（1962年逝世）
- 1888年：赫伯特·斯潘塞·加塞，美國生理學家，1944年諾貝爾生理學或醫學獎得主。（1963年逝世）
- 1889年：尚·考克多，法國作家。（1963年逝世）
- 1890年：岡明之助，日本陸軍上校。（1943年逝世）
- 1891年：約翰·霍華德·諾思羅普，美國化學家，諾貝爾化學獎得主。（1987年逝世）
- 1893年：舒新城，中國辭書編纂家。（1960年逝世）
- 1904年：恩斯特·瓦爾特·邁爾，美國生物學家。（2005年逝世）
- 1908年：吾雍·雅達烏猶卡那，台灣政治家、音樂家、教育家，台灣白色恐怖受難者。（1954年逝世）
- 1910年：羅伯特·金·莫頓，美國社會學家。（2003年逝世）
- 1911年：乔治·蓬皮杜，法國政治人物，第19任法國總統。（1974年逝世）
- 1914年：費舍爾·安妮，匈牙利鋼琴家。（1995年逝世）
- 1921年：維克托·庫利科夫，蘇聯元帥。（2013年逝世）
- 1924年：亞諾什·斯塔克，匈牙利大提琴家。（2013年逝世）
- 1928年：皮埃爾·莫魯瓦，法國政治家。（2013年逝世）
- 1928年：尤里斯·哈特馬尼斯，美國理論計算機科學家。（2022年逝世）
- 1932年：霍恩·久洛，匈牙利政治家。（2013年逝世）
- 1936年：詹姆斯·莫理斯，蘇格蘭經濟學家，1996年諾貝爾經濟學獎得主。（2018年逝世）
- 1936年：理查德·斯特恩斯，美國計算機科學家。
- 1940年：查克·克洛斯，美國畫家、攝影師。（2021年逝世）
- 1942年：漢內斯·洛爾，德國足球運動員暨教練。（2016年逝世）
- 1946年：達妮埃拉·霍德羅娃，捷克作家、文學學者。（2024年逝世）
- 1946年：傑拉德·特·胡夫特，荷蘭物理學家，1999年諾貝爾物理學獎得主。
- 1947年：陶德·艾金，美國政治家。（2021年逝世）
- 1948年：李太枫，台湾天文学家。
- 1949年：阿貝·阿希提卡，印度理論物理學家。
- 1950年：陳丕燊，台灣物理學家。
- 1951年：邁克爾·赫斯，愛爾蘭裔美國律師。（1995年逝世）
- 1951年：藤圭子，日本歌手。（2013年逝世）
- 1952年：陳育虹，臺灣詩人、翻譯家。
- 1956年：奧拉西奧·卡特斯，巴拉圭政治人物，前任巴拉圭總統。
- 1957年：卡乌塞亚·纳塔诺，吐瓦魯政治人物，第15任吐瓦魯總理。
- 1959年：日比野朱里，日本女性聲優。
- 1961年：日渡早紀，日本漫畫家。
- 1961年：增谷康紀，日本男性聲優。
- 1961年：佛瑞斯·惠特克，美國電影演員、導演、製片人、慈善家、環保人士。
- 1963年：艾迪·法柯，美國女演員。
- 1964年：皆川亮二，日本漫畫家。
- 1966年：吉安弗蘭科·佐拉，義大利足球運動員暨教練。
- 1968年：陳艾湄，台灣女歌手。
- 1968年：赤松健，日本漫畫家。
- 1968年：伊藤賢治，日本作曲家。
- 1968年：蘇珊·沃西基，波蘭裔美國商業主管，曾任YouTube執行長。（2024年逝世）
- 1969年：李曉東，中國男歌手、音樂人。
- 1971年：戴歷·麥因尼斯，蘇格蘭足球運動員。
- 1971年：郭靜純，臺灣女演員。
- 1971年：林子博，香港主持人。
- 1973年：馬庫斯·奧爾巴克，瑞典足球運動員。
- 1973年：李紫昕，香港歌手、電台DJ。
- 1973年：洛依歆·墨菲，愛爾蘭女歌手。
- 1975年：埃爾南·克雷斯波，阿根廷足球運動員。
- 1975年：杉山愛，日本網球選手。
- 1976年：努諾·高梅斯，葡萄牙足球運動員。
- 1977年：尼古拉斯·基弗，德國網球選手。
- 1978年：許雲雲，台灣女性配音員。
- 1979年：梁興昌，台灣男性配音員。
- 1979年：尚恩·菲南，愛爾蘭歌曲暨歌詞作者。
- 1979年：莫瑞絲摩，法國網球運動員。
- 1979年：斯蒂利揚·彼得羅夫，保加利亞足球選手。
- 1979年：李明進，臺灣棒球選手
- 1980年：伊娃·葛林，法國電影女演員。
- 1980年：大衛·羅澤納爾，捷克足球運動員。
- 1980年：傑森·韋德，美國歌手、作曲家、音樂家。
- 1980年：尹敬浩，韓國男演員。
- 1981年：吳中天，台灣男演員。
- 1981年：卡捷琳娜·蒙祖爾，烏克蘭足球裁判。
- 1982年：貝諾·烏德里，斯洛維尼亞籃球運動員。
- 1982年：阿爾貝托·吉拉迪諾，義大利足球運動員。
- 1982年：伊東怜，日本AV女優。
- 1982年：波形純理，日本網球選手。
- 1982年：哈維爾·帕雷德斯，西班牙足球運動員。
- 1982年：凱特·金瑟，澳洲水球運動員。
- 1983年：鄭潔，中國女子職業網球員。
- 1983年：霍納斯·古鐵雷斯，阿根廷足球運動員。
- 1984年：何嘉露，香港唱片騎師。
- 1984年：呂佳容，中國女演員。
- 1984年：延宇振，韓國男演員。
- 1984年：山田優，日本女演員、模特兒、歌手。
- 1985年：楊奇煜，臺灣歌手。
- 1985年：梅根·拉皮諾，美國職業足球運動員。
- 1986年：阿什坎·德贾加，伊朗足球運動員。
- 1986年：亞當·揚，美國音樂家、創作歌手。
- 1987年：安德里亞·卡魯德洛維奇，塞爾維亞足球運動員。
- 1987年：池昌旭，韓國男演員。
- 1987年：陳曉，中國男演員。
- 1989年：肖恩·奧普瑞，美國模特兒。
- 1989年：迪贊·洛夫雲，克羅埃西亞足球運動員。
- 1989年：蘇青，中國女演員。
- 1990年：倞利，韓國女子偶像團體Nine Muses成員。
- 1991年：林秀怡，香港女演員。
- 1992年：佐久間大介，日本男子偶像團體Snow Man成員。
- 1993年：余香凝，香港女演員、歌手。
- 1994年：大谷翔平，日本棒球選手。
- 1994年：全鐘瑞，韓國女演員。
- 1995年：Hyuk，韓國男子偶像團體VIXX成員。
- 1995年：普萨拉·文卡塔·辛杜，印度女子羽球選手。
- 1996年：紡木吏佐，日本女性聲優。
- 1996年：多利，曾被愛丁堡大學旗下的羅斯林研究所複製。（2003年逝世）
- 1997年：朴智敏，韓國女歌手。
- 1997年：雲浩影，香港女歌手。
- 1998年：謝章穎，台灣男演員。
- 1998年：艾蜜莉·福克斯，美國女子足球運動員。
- 1999年：姜惠元，韓國女子偶像團體IZ*ONE成員。
- 1999年：黃大憲，韓國男子短道競速滑冰運動員。
- 2000年：凡希亞·奥伊亞，加拿大摩洛哥裔女歌手。
- 2002年：扎拉·盧瑟福，比利時裔英國飛行員，獨自環遊世界的最年輕女飛行員。
- 2003年：粼粼，韓國女子偶像團體Cherry Bullet前成員。
- 2003年：普文諾·唐薩宇恩，泰國男演員。
- 生年不詳：伊原正明，日本男性聲優。

## 逝世
- 967年：村上天皇，日本第62代天皇。（926年出生）
- 1637年：堀親良，日本安土桃山時代至江戶時代前期大名。（1580年出生）
- 1826年：史丹福·萊佛士，英國政治家，首任新加坡總督。（1781年出生）
- 1833年：約瑟夫·尼塞福爾·涅普斯，法國發明家，拍攝目前已知最早的照片《在萊斯格拉的窗外景色》。（1765年出生）
- 1908年：約納斯·李，挪威小說家。（1833年出生）
- 1920年：馬克斯·克林格爾，德國藝術家。（1857年出生）
- 1927年：阿爾布雷希特·科塞爾，德國醫生，1910年諾貝爾生理學或醫學獎得主。（1853年出生）
- 1945年：約翰·科廷，澳大利亞政治人物，第14任澳洲總理。（1885年出生）
- 1966年：喬治·德海韋西，匈牙利化學家，1943年諾貝爾化學獎得主。（1885年出生）
- 1969年：沃爾特·格羅佩斯，德國建築師，同時也是設計學校包浩斯的創辦者。（1883年出生）
- 1969年：威廉·巴克豪斯，德國鋼琴家。（1884年出生）
- 1976年：凱文·奧哈洛倫，澳大利亞男子游泳運動員。（1937年出生）
- 1977年：亨利·施菲，美國統計學家。（1907年出生）
- 1987年：李韓烈，韓國學生運動家。（1966年出生）
- 1992年：阿斯托爾·皮亞佐拉，阿根廷作曲家。（1921年出生）
- 1995年：福田赳夫，日本內閣總理大臣。（1905年出生）
- 1997年：唐納德·馬夸特，美國統計學家。（1929年出生）
- 2002年：泰德·威廉斯，美國棒球運動員。（1918年出生）
- 2003年：奧爾良-布拉干薩的伊莎貝爾，巴黎伯爵夫人。（1911年出生）
- 2006年：肯尼思·萊，美國商人，安隆公司創辦人。（1942年出生）
- 2015年：南部陽一郎，日裔美國粒子物理學家，2008年諾貝爾物理學獎得主。（1921年出生）
- 2021年：高振鵬，臺灣男演員。（1929年出生）
- 2021年：李察·唐納，美國電影導演。（1930年出生）
- 2021年：弗拉基米爾·緬紹夫，俄羅斯演員、電影導演。（1939年出生）
- 2022年：穆罕默德·巴爾金多，奈及利亞政治人物。（1959年出生）
- 2023年：李玟，華裔美國女歌手、演員（1975年出生）
- 2024年：尼古拉·科羅利科夫，俄羅斯男子馬術運動員（1946年出生）
- 2024年：乔恩·兰多，美國電影製片人（1960年出生）
- 2024年：本特·薩穆埃爾松，瑞典生物化學家，1982年諾貝爾生理學或醫學獎得主。（1934年出生）

## 节假日和习俗
- 比基尼日
- 世界羽毛球日[2]
- 天主教會：羅馬的祖貽（英语：Zoe of Rome）紀念日 安多尼·匝加利（英语：Anthony Maria Zaccaria）紀念日（為天主教牧師，1539年逝世）
- 飛碟教派（英语：Church of the SubGenius）：X-Day（英语：X-Day (Church of the SubGenius)）
- 國際碼頭與倉儲工會聯盟（英语：International Longshore and Warehouse Union）：血腥星期四（英语：1934 West Coast waterfront strike）
- 委內瑞拉：獨立日
- 阿尔及利亚：獨立日
- ：獨立日
- 亞美尼亞：憲法日
- 捷克、 斯洛維尼亞：聖濟利祿與聖梅篤丟斯日
- 马恩岛：曼島日（英语：Tynwald Day）（如果7月5日為週末假日的話，將會在下周一時繼續放假）
- 纽约州：解放日

## 外部連結
- （英文） BBC ON THIS DAY（页面存档备份，存于）
- （英文） On This Day: July 5（页面存档备份，存于）